# Тлакепаке
Сан-Педро-Тлакепаке, или Тлакепаке (исп. San Pedro Tlaquepaque) — город в мексиканском штате Халиско. В XX веке в результате роста Гвадалахары Тлакепаке оказался её пригородом, и сейчас центр города находится всего в нескольких километрах от границы Гвадалахары. Наряду с самой Гвадалахарой и городом Санта-Анита, принадлежит к крупнейшим городам агломерации.
Название города происходит из языка науатль и означает «лежащий над глиняной землёй». Знаменит своей керамикой и стеклом ручной работы.

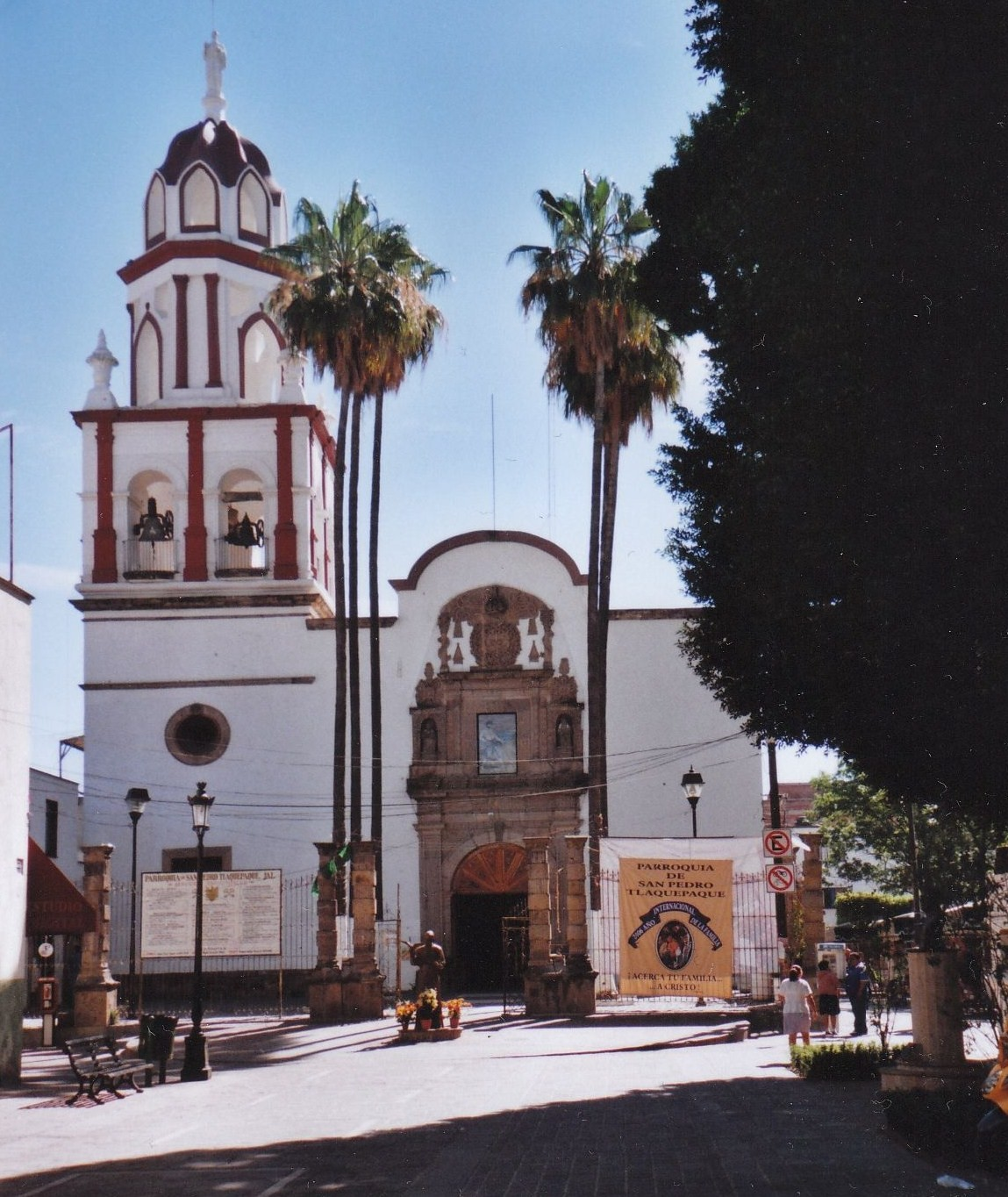
Церковь Сан-Педро

В городе расположены церкви Эль-Сантуарио-де-Нуэстра-Сеньора-де-ла-Соледад и Сан-Педро.